# Manoir d'Ohtu
Le manoir d’Ohtu (estonien : Ohtu mõis), avant 1919 manoir d’Ocht (allemand : Gutshaus Ocht) est un petit château baroque du nord de l’Estonie, autrefois demeure seigneuriale du domaine du même nom, faisant aujourd'hui partie de la Commune de Keila dans la région d’Harju (ancien « district d’Harrien »).

## Historique

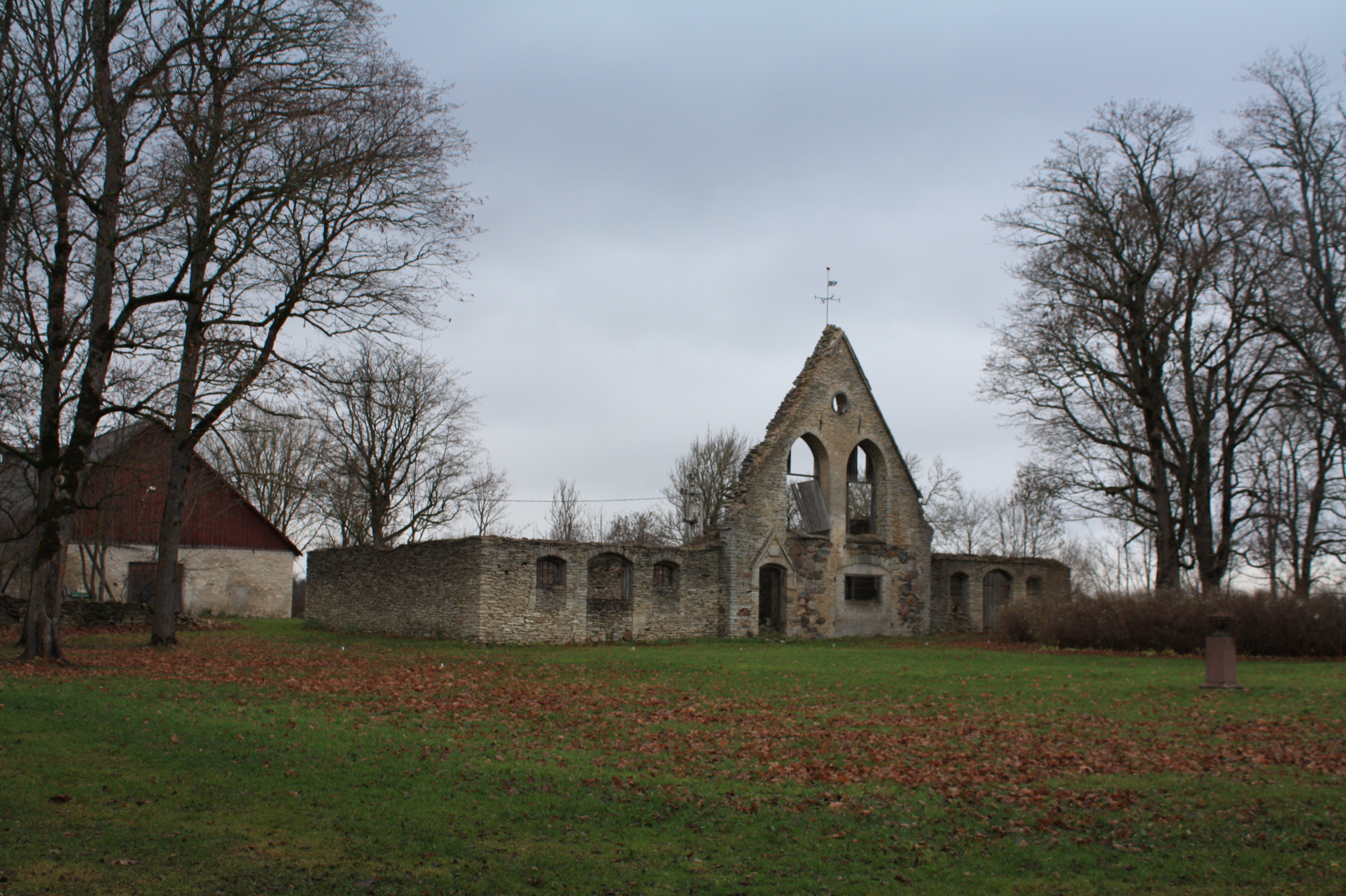
Anciennes écuries d’Ocht.

Le domaine d’Ocht a été formé en 1620 et faisait partie de la paroisse de Kegel. Ses premiers seigneurs étaient issus de la famille von Dannenfeld, puis il passe au XVIIIe siècle à Rötgert Wilhelm von Wrangel, puis en 1720 à Otto Wilhelm von Harpe et autour de 1760 à Christoph Heinrich von Kursell. Celui-ci construit le manoir actuel selon les canons les plus épurés de l’architecture de l’époque. Le milieu de la façade est dominé par un fronton triangulaire fort simple, au-dessus de trois ouvertures. La famille von Meyendorff en hérite en 1793 et conserve le domaine, jusqu’à ce qu’elle en soit expulsée par les lois de nationalisation de 1919 par le gouvernement de la nouvelle république estonienne ; dans la seconde moitié du XIXe siècle, elle a fait construire des bâtiments agricoles tout autour, dont en 1888 de spacieuses écuries néogothiques, actuellement en ruines.
Le manoir sert d’école de 1919 à 1974, et tombe ensuite à l’abandon. Sa toiture est restaurée dans les années 1990, puis le manoir est privatisé. Il est depuis entièrement restauré entre 2002 et 2004, ainsi que l’ancienne maison de l’intendant.

## Source
- (ru) Cet article est partiellement ou en totalité issu de l’article de Wikipédia en russe intitulé « Мыза Охту » (voir la liste des auteurs).